# Euploea nicevillei
Euploea nicevillei är en fjärilsart som beskrevs av Moore 1890. Euploea nicevillei ingår i släktet Euploea och familjen praktfjärilar. Inga underarter finns listade i Catalogue of Life.